# Julius Klengel
Julius Klengel (ur. 24 września 1859 w Lipsku, zm. 27 października 1933 tamże) – niemiecki wiolonczelista, kompozytor i pedagog.

## Życiorys
Pochodził z umuzykalnionej rodziny. Był uczniem Emila Hegera (wiolonczela) i Salomona Jadassohna (kompozycja) . W wieku 15 lat dołączył do lipskiej Orkiestry Gewandhaus, a w latach 1881–1924 został pierwszym wiolonczelistą i solistą tej orkiestry . 
Odbywał tournée po Europie jako solista oraz wiolonczelista zespołów kameralnych . W 1887 w Petersburgu dał rosyjską premierę koncertu wiolonczelowego D-dur Haydna  . W 1889 wystąpił ponownie w Petersburgu z serią koncertów muzyki kameralnej. Koncertował wtedy z petersburskim kwartetem smyczkowym, którego liderem był skrzypek Leopold Auer, a także z Brodsky Quartet, zespołem założonym w 1884 przez Adolfa Brodskiego, profesora lipskiego konserwatorium  oraz Gewandhaus Quartett, założonym w 1808, najstarszym nieprzerwanie aktywnym do dziś kwartetem na świecie . 
Klengela uważano za mistrza muzyki kameralnej, znającego na pamięć cały standardowy repertuar kameralistyki. Jego gra spotykała się jednak z krańcowo różnym odbiorem. Z jednej strony krytykowano go za dążność do technicznej poprawności kosztem jakości brzmienia, uważając jego silne, przenikliwe i jasne tony za nieszczególne piękne. Z drugiej – chwalono go za muzykalność jego interpretacji, doskonałe wyczucie stylu i techniczną biegłość, zwłaszcza w sonatach Beethovena i suitach wiolonczelowych Bacha .
W latach 1881–1933 wykładał w lipskim konserwatorium, od 1899 jako profesor  . Klengel był również pianistą i często akompaniował swoim uczniom, zawsze grając z pamięci. Wykształcił wielu znanych wiolonczelistów, m.in. Emanuela Feuermanna, Guilherminy Suggii, Grigorija Piatigorskiego   oraz Henryka Adamusa i Dezyderiusza Danczowskiego.
Jest autorem wielu utworów na wiolonczelę; skomponował m.in. cztery koncerty, trzy concertina i Hymn na 12 wiolonczeli dedykowany pamięci dyrygenta Arthura Nikischa. Komponował także utwory kameralne .

## Wybrane kompozycje
(na podst. International Music Score Library Project)
|  | - Capriccio, op. 3 - I Koncert wiolonczelowy a-moll, op. 4 - Dwa utwory na cztery wiolonczele, op. 5 - Scherzo na wiolonczelę i fortepian, op. 6 - I Concertino C-dur, op. 7 - Mazurek nr 3 na wiolonczelę i fortepian, op.14 - Wariacje na cztery wiolonczele, op. 15 - II Koncert wiolonczelowy d-moll, op. 20 - Suita d-moll na dwie wiolonczele, op. 22 | - Serenada F-dur, op. 24 - Kaprys na wiolonczelę i fortepian, op. 27 - Temat z wariacjami na cztery wiolonczele, op. 28 - Impromptu na cztery wiolonczele, op. 30 - III Koncert wiolonczelowy a-moll, op. 31 - Cztery utwory na cztery wiolonczele, op. 33 - Trio fortepianowe nr 2, dla dzieci, op. 35 - IV Koncert wiolonczelowy h-moll, op. 37 - II Concertino G-dur na wiolonczelę i fortepian, op. 41 | - Koncert podwójny e-moll na dwie wiolonczele, op. 45 - III Concertino a-moll na wiolonczelę i fortepian, op. 46 - Sześć sonat na wiolonczelę i fortepian, op. 47 - Sześć sonat na wiolonczelę i fortepian, op. 48 - Andante Sostenuto na wiolonczelę i orkiestrę, op. 51 - Suita na wiolonczelę i organy, op. 54 - Suita d-moll na wiolonczelę, op. 56 - Hymnus na dwanaście wiolonczeli, op. 57 - Koncert na skrzypce, wiolonczelę i orkiestrę, op. 61 |